# Compleanno di Buddha
Il compleanno di Buddha (anche noto come Buddha Jayanti, Buddha Purnima e Buddha Pournami) è una festività buddista e induista celebrata in Nepal, India e nella maggior parte dell'Asia orientale e meridionale per commemorare la nascita del principe Siddhartha Gautama, fondatore del buddismo.

## Celebrazioni per Paese

### Corea del Sud

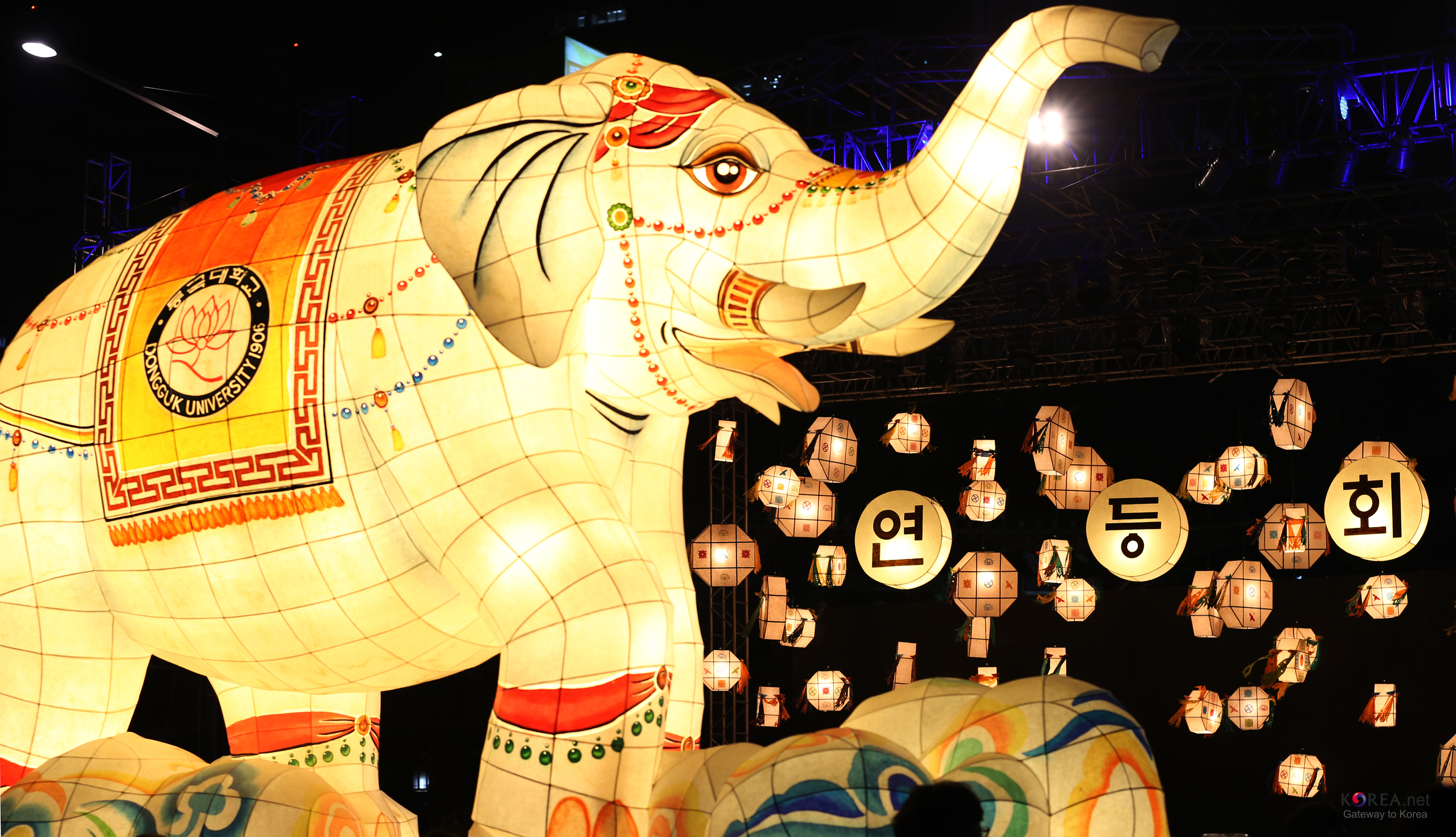
Yeondeunghoe a Seul nel 2013.

In Corea del Sud, il compleanno di Buddha è osservato l'ottavo giorno del quarto mese lunare, ed è un giorno festivo chiamato Seokga tansin-il (석가탄신일?, 釋迦誕辰日?; lett. "Compleanno di Sakyamuni Buddha") oppure Bucheonim osin nal (부처님 오신 날?; lett. "Giorno in cui venne Buddha"). La maggior parte degli eventi ad esso legati cominciano una settimana prima della ricorrenza stessa. Essi includono la visita ai templi, dove vengono appese numerose lanterne di carta che raggiungono i cortili e le strade vicine, e lo Yeondeunghoe, il Festival delle Lanterne di Loto risalente al periodo di Silla: il più grande si svolge a Seul, e consiste in una parata di migliaia di lanterne per le strade della città.